# Касс (округ, Мичиган)
Касс (англ. Cass County) — округ в штате Мичиган, США. Официально образован в 1829 году. По состоянию на 2010 год, численность населения составляла 52 293 человека.

## География
По данным Бюро переписи США, общая площадь округа равняется 1 316,913 км2, из которых 1 274,747 км2 суша и 16,290 км2 или 3,200 % это водоёмы.

## Население
По данным переписи населения 2000 года в округе проживает 51 104 жителей в составе 19 676 домашних хозяйств и 14 304 семей. Плотность населения составляет 40,00 человек на км2. На территории округа насчитывается 23 884 жилых строений, при плотности застройки около 19,00-ти строений на км2. Расовый состав населения: белые — 89,19 %, афроамериканцы — 6,12 %, коренные американцы (индейцы) — 0,82 %, азиаты — 0,54 %, гавайцы — 0,01 %, представители других рас — 1,17 %, представители двух или более рас — 2,15 %. Испаноязычные составляли 2,41 % населения независимо от расы.
В составе 31,00 % из общего числа домашних хозяйств проживают дети в возрасте до 18 лет, 58,20 % домашних хозяйств представляют собой супружеские пары проживающие вместе, 9,90 % домашних хозяйств представляют собой одиноких женщин без супруга, 27,30 % домашних хозяйств не имеют отношения к семьям, 22,60 % домашних хозяйств состоят из одного человека, 9,40 % домашних хозяйств состоят из престарелых (65 лет и старше), проживающих в одиночестве. Средний размер домашнего хозяйства составляет 2,56 человека, и средний размер семьи 2,98 человека.
Возрастной состав округа: 25,50 % моложе 18 лет, 7,40 % от 18 до 24, 27,60 % от 25 до 44, 26,00 % от 45 до 64 и 26,00 % от 65 и старше. Средний возраст жителя округа 38 лет. На каждые 100 женщин приходится 99,90 мужчин. На каждые 100 женщин старше 18 лет приходится 97,40 мужчин.
Средний доход на домохозяйство в округе составлял 41 264 USD, на семью — 46 901 USD. Среднестатистический заработок мужчины был 35 546 USD против 24 526 USD для женщины. Доход на душу населения составлял 19 474 USD. Около 6,80 % семей и 9,90 % общего населения находились ниже черты бедности, в том числе — 13,60 % молодежи (тех, кому ещё не исполнилось 18 лет) и 8,80 % тех, кому было уже больше 65 лет.